# Universal Pantheist Society
Die Universal Pantheist Society ist die weltweit erste Organisation, die sich offiziell die Förderung und Vermittlung eines modernen Pantheismus zum Ziel gesetzt hat. 

## Geschichte
Sie wurde 1975 von Harold Wood und Derham Giuliani in Visalia, Kalifornien gegründet, wo die Gesellschaft bis heute ihren Sitz hat und nach US-Recht als gemeinnützige non-profit-Organisation unter 501(c) organization (Typ 3) statuiert ist. Seit 1977 ist Derham Giuliani Präsident der Organisation. Die Universal Pantheist Society vertritt die Ansicht, dass das Universum als solches göttlich und die Erde heilig ist. Sie hat hierbei kein konkreteres Glaubensbekenntnis und fordert dies auch nicht von ihren Mitgliedern, sondern erkennt an, dass es verschiedene Glaubensformen gibt, die unter den Begriff Pantheismus fallen. Es werden daher nur allgemeine Informationen über den Pantheismus verbreitet. Wesentlich ist jedoch, dass an eine personale Gottheit nicht geglaubt wird, sondern die Natur und das Universum selbst als kreative Präsenz wahrgenommen werden. Vom Mitglied werden außerdem keine bestimmten Verhaltensformen verlangt. Stattdessen werden die Mitglieder ermutigt, dass sie individuell ihren eigenen Weg innerhalb des Konzepts finden mögen. Die Universal Pantheist Society möchte Pantheisten verschiedener Traditionen und verschiedenen Verständnisses zusammenbringen, um so eine „weltweite Präsenz“ zu bilden. Ferner versteht sie sich als eine Ressource für Menschen, die sich über das Konzept informieren möchten. Die Gesellschaft gibt unter der Redaktion des Mitbegründers Harold Wood die Zeitschrift „Pantheist Vision“ heraus, die vierteljährlich erscheint und neben redaktionellen Aufsätzen von Mitgliedern verfasste Artikel, Buchrezensionen etc. beinhaltet.

## Organisation

### Board of Directors
Die Universal Pantheist Society wird von einem Board of Directors geführt. Dieses besteht aus einem Präsidenten, Vizepräsidenten, Sekretär und Schatzmeister.

### Mitgliedschaft
Jede Person kann Mitglied der Universal Pantheist Society werden, allerdings müssen diese einen Beitrag von $25 an die Gesellschaft zahlen.